# Hán An Đế
Hán An Đế (chữ Hán: 漢安帝; 94 – 30 tháng 4, 125), tên thật là Lưu Hỗ (劉祜), là vị Hoàng đế thứ sáu của nhà Đông Hán, cũng là vị hoàng đế thứ 21 của nhà Hán trong lịch sử Trung Quốc. Ông trị vì từ năm 106 đến năm 125, tổng cộng 19 năm.
Trong vòng 15 năm đầu tiên của triều đại An Đế (106 - 121), Đặng thái hậu lâm triều nhiếp chính và điều hành toàn bộ, An Đế gần như không có quyền hành gì, sinh ra oán hận Thái hậu. Sau khi Đặng thái hậu mất, An Đế liền nghe theo lời hoạn quan thân tín và sẵn lòng thù ghét Thái hậu, đã hạ lệnh cách chức và xử tử nhiều người trong họ Đặng của Thái hậu.
Sau khi chấp chính, An Đế là người bất tài, thiếu đức, chỉ lo hưởng thụ, không để tâm chính sự, quyền hành đều rơi vào tay các hoạn quan. Vì thế, vợ của ông là Diêm hậu dần đưa thế lực ngoại thích họ Diêm vào trong nắm quyền hành, gây ra đảng tranh giữa hoạn quan và ngoại thích.

## Thân thế
Hán An Đế Lưu Hỗ là con của Thanh Hà Hiếu vương Lưu Khánh - con trưởng của Hán Chương Đế và là anh ruột Hán Hòa Đế. Như vậy, Hán An Đế là cháu gọi Hán Hòa Đế bằng chú ruột và là cháu nội của Hán Chương Đế. Ông sinh ra vào năm 94 tại nước Thanh Hà (清河; nay là Thanh Hà, Hà Bắc), mẹ là Tả Tiểu Nga (左小娥).
Lưu Khánh đã từng được lập làm Thái tử thời Chương Đế, nhưng do mẹ ông là Tống quý nhân bị Đậu hoàng hậu ám hại, khiến ông bị liên lụy và bị phế truất. Sau đó, Lưu Khánh đã tác động đến Hòa Đế, khiến ông phát động chính biến diệt trừ phe cánh họ Đậu.
Tả Tiểu Nga trước đây cùng chị là Tả Đại Nga (左大娥) bị đưa vào cung làm nô tỳ do người cậu của hai người là Tả Thánh (左聖) bị tội đại nghịch. Khi lớn lên, hai chị em họ Tả ngày càng nổi tiếng vì xinh đẹp và sự uyên bác trong thơ ca, văn chương nên trở thành các cung nữ phục vụ trong cung của Hòa Đế. Khi Thanh Hà Hiếu vương được Hòa Đế đang muốn ban tặng vài cung nhân cho ông vì công lao trừ ngoại thích, ông đã nghe danh hai chị em họ Tả nên khẩn cầu và Hòa Đế đã chấp thuận. Hai chị em họ Tả đều chết vào lúc nào không rõ nhưng được xác định là trước khi Hán Hòa Đế băng hà vào năm 106 và được chôn cất ở Lạc Dương. Sau khi Tả thị qua đời, Lưu Hỗ được chính thất của Hiếu vương là Cảnh phu nhân nuôi lớn.
Sau khi Hán Hòa Đế băng hà, Đặng thái hậu lập con thứ của ông là Lưu Long làm Đế, tức Hán Thương Đế mà không lập con trường là Bình Nguyên vương Lưu Thắng (劉勝) vì cho rằng ông này bệnh tật, không thể kế vị. Các hoàng thân quốc thích, kể cả Thanh Hà vương Lưu Khánh bị buộc phải trở về đất phong của mình, nhưng Đặng Thái hậu lại giữ Lưu Hỗ lúc đó 12 tuổi và Cảnh phu nhân ở lại để phòng việc bất trắc xảy ra.
Sau đó không lâu Thương Đế qua đời, triều thần kiến nghị lập Bình Nguyên vương Lưu Thắng nhưng Đặng thái hậu lại lập Lưu Hỗ, tức là Hán An Đế. Khi lên ngôi ông mới 12 tuổi. Đặng Thái hậu vẫn nắm giữ quyền lực.

## Đặng hậu nhiếp chính
Sau khi An Đế kế vị, Đặng thái hậu lập tức gửi Cảnh phu nhân trở về đất Thanh Hà, nhằm khiến vị Hoàng đế trẻ không còn người thân, phải phụ thuộc hoàn toàn vào bà. Đặng thái hậu nắm quyền chủ tâm không để ngoại thích họ Đặng nắm nhiều quyền lực, đồng thời đề phòng hoạn quan. Do đó hai lực lượng này không chen chân được vào triều chính.
Dưới thời đại của Đặng thái hậu nhiếp chính, có nhiều cuộc thiên tai, hạn hán và các cuộc giao tranh với Hung Nô, người Khương từ phương Bắc nhưng đều được Đặng thái hậu giải quyết ổn thỏa. Trong thời gian này, An Đế không thể tự mình quyết định việc gì, bèn mang tâm ghét bỏ Thái hậu. Lợi dụng sự rạn nứt giữa Đế Hậu mẫu tử, bọn hoạn quan Giang Kinh (江京), Lý Nhuận (李閏) câu kết với Nhũ mẫu Vương Thánh (王聖), dèm pha và gây mối chia cắt giữa Thái hậu và Hoàng đế.
Năm 111, vua Thái Tổ Đại Vương của Cao Câu Ly phái quân từ Liêu Đông tấn công biên giới đông bắc nhà Hán. Đặng thái hậu phải phái quân đi chống cự. Quân Cao Câu Ly nhanh chóng rút lui.
Năm 115, An Đế lập người phi tần yêu quý là Diêm Cơ làm Hoàng hậu. Cũng trong năm này, một người phi khác là Lý Cơ (李姬) sinh hạ được Hoàng tử Lưu Bảo. Diêm hậu sợ Lý Cơ sẽ tước đoạt vị trí của mình nên đã hạ độc Lý Cơ.
Năm 118, vua Thái Tổ Đại Vương của Cao Câu Ly lại phái quân từ Liêu Đông tấn công biên giới đông bắc nhà Hán. Đặng thái hậu liền phái quân đi chống cự. Quân Cao Câu Ly lại rút lui.
An Đế lớn lên, dần dần chỉ biết ăn chơi, sủng ái phi tần cung nữ, trái ngược hoàn toàn với vẻ thông minh và anh tuấn lúc nhỏ. Tuy Đặng thái hậu biết rõ là do từ tác động của bọn hoạn quan thân tín và nhũ mẫu, bà đã ra tay răn đe nhưng vẫn không khỏi thất vọng. Có tin đồn rằng, Đặng thái hậu muốn phế bỏ An Đế mà lập Lưu Dực (劉翼), con trai của Hà Gian Hiếu vương Lưu Khai (刘开) - con trai thứ sáu của Chương Đế - cũng là cháu nội Chương Đế.
Năm 120, Đặng thái hậu triệu Lưu Dực về kinh sư, phong làm Bình Nguyên vương (平原王), cho kế tự làm con của Bình Nguyên Hiếu vương Lưu Thắng. Do đó, Lưu Dực danh chính ngôn thuận ở lại kinh sư. Chính điều này khiến người ta càng tin Đặng thái hậu muốn phế An Đế mà lập Lưu Dực.

## Thân chính
Năm 121, Đặng thái hậu qua đời. Lợi dụng cơ hội này, Nhũ mẫu Vương Thánh cùng hoạn quan Lý Nhuận, Giang Kinh vu cáo anh của Đặng thái hậu là Đặng Chất (邓骘) và hoạn quan Thái Luân âm mưu làm phản, tôn lập Bình Nguyên vương Lưu Dực làm Đế. Tức giận, Hán An Đế bèn ra lệnh diệt họ Đặng, biếm Lưu Dực trở về đất phong Hà Gian và giam cầm ở đó đến cuối đời.
Sau khi nắm quyền, An Đế lập tức truy tôn cha là Thanh Hà Hiếu vương Lưu Khánh làm Hiếu Đức hoàng (孝德皇), mẹ là Tả Tiểu Nga làm Hiếu Đức hoàng hậu (孝德皇后). Ngoài ra, bà nội của An Đế là Tống Quý nhân được truy tôn làm Kính Ẩn hoàng hậu (敬隐皇后), và chính thê của Thanh Hà Hiếu vương là Cảnh phu nhân trở thành Cam Lăng Đại quý nhân (甘陵大貴人; Cam Lăng là lăng của Thanh Hà vương). Dù là vị trí chính thê nhưng Cảnh thị chỉ được phong tước vị của một phi tần, khiến bà cũng trở nên bất mãn. Để xoa dịu, An Đế phong cho người em trai Cảnh thị là Cảnh Bảo (耿寶) tước vị trong triều đình.
Thay thế ngoại thích họ Đặng, ngoại thích họ Tống của Kính Ẩn hoàng hậu và họ Diêm của Diêm hậu trở nên hiển quý trong triều. Trong đó, ngoại thích họ Diêm đứng đầu là Diêm Hiển (閻顯), Diêm Cảnh (閻景) và Diêm Diệu (閻耀) có thế lực nhất, dưới sự hỗ trợ của Diêm hậu càng trở nên ngông cuồng. Bên cạnh đó, các hoạn quan Giang Kinh, Lý Nhuận và nhũ mẫu Vương Thánh cũng được cất nhắc theo, họ hàng con cái đều được phong. Do đó, xảy ra tình trạng ngoại thích và hoạn quan đấu đá nhau, lũng đoạn triều chính.
Trước tình hình đó, Tư đồ Dương Chấn (楊震) mấy lần dâng thư can ngăn nhưng An Đế không nghe theo. Năm 121, quân Hung Nô phía Mạc Bắc thừa cơ tấn công Hà Tây, bộ lạc Tiên Ty tấn công Cư Dung quan, người Khương tấn công Kim Thành. Hán An Đế vẫn không lo lắng, giao hết việc cho hoạn quan Phiền Phong (樊豐). Dương Chấn lại dâng thư can ngăn, An Đế nghe lời Phiền Phong bèn bãi chức Dương Chấn. Không lâu sau, Dương Chấn uất ức tự sát. Trước tình hình đó, triều đình phải dựa vào Ban Dũng (班勇), con trai của Đại tướng Ban Siêu chống đỡ và lập lại sự cai trị của nhà Hán lên khu vực này, tình hình mới tạm yên ổn.
Năm 122, vua Thái Tổ Đại Vương của Cao Câu Ly liên kết cùng các bộ tộc khác tấn công và chiếm gần hết miền Liêu Đông của nhà Hán.
Năm 124, bọn người Phiền Phong, cùng Giang Kinh, Vương Thánh tố cáo Nhũ mẫu của Thái tử Bảo là Vương Nam (王男) cùng Đầu giám Bỉnh Cát (邴吉), khiến hai người này bị xử tử. Tiếp đó, Diêm hậu cùng bọn người Phiền Phong lo sợ hậu hoạn về sau, tố cáo tiếp Thái tử âm mưu làm phản, khiến Thái tử bị giáng làm Tế Âm vương (济阴王).

## Qua đời
Năm 125, ngày 30 tháng 4, Hán An Đế đi du ngoạn ở Giang Nam, đến Uyển Thành mắc bệnh rồi băng hà khi mới 31 tuổi. Ông được truy tôn miếu hiệu là Cung Tông (恭宗), thụy hiệu là Hiếu An hoàng đế (孝安皇帝), an táng tại Cung lăng (恭陵).
Hán An Đế chỉ có duy nhất Lưu Bảo là con trai, nhưng Diêm hậu sợ Lưu Bảo sẽ trả thù mình, nên cùng anh là Diêm Hiển lập một người trong hoàng tộc là Bắc Hương hầu Lưu Ý kế vị. Diêm hậu trở thành Thái hậu, lâm triều xưng chế.

## Niên hiệu
Trong thời gian 19 năm trị vì, ông sử dụng 5 niên hiệu:
- Vĩnh Sơ (永初; 107 - 113).
- Nguyên Sơ (元初; 114 - 120).
- Vĩnh Ninh (永寧; 120 - 121).
- Kiến Quang (建光; 121 - 122).
- Diên Quang (延光; 122 - 125).

## Gia quyến
- Thân phụ: Thanh Hà Hiến vương Lưu Khánh (刘庆; 78 - 107), sau truy phong Hiếu Đức hoàng (孝德皇).
- Thân mẫu: Tả Tiểu Nga (左小娥), sau truy phong làm Hiếu Đức hoàng hậu (孝德皇后).
- Hậu cung:

1. An Tư Diêm hoàng hậu (安思閻皇后; ? - 126), người Huỳnh Dương, Hà Nam, xuất thân danh môn, là con gái của đại thần Diêm Sướng (閻暢).
2. Lý cơ (李姬), mẹ của Hán Thuận Đế Lưu Bảo, sau đó bị Diêm hậu hạ độc chết năm 115. Về sau, Thuận Đế truy phong làm Cung Mẫn hoàng hậu (恭愍皇后).